# Вежа Сентек
Вежа Сентек (англ. Sentech Tower) — теле- та радіокомунікаційна вежа розташована в передмісті Брікстон, Йоганнесбург, ПАР. Висота радіо вежі становить 234 метри. Будівництво тривало з 1958 по 1962 рік.
Вежа була закрита для широкої публіки в 1982 році. До закриття в вежі працював оглядовий майданчик.